# 佐洛奇夫卡 (佐洛喬夫區)
49°48′14″N 24°55′31″E / 49.80389°N 24.92528°E
佐洛奇夫卡（烏克蘭語：Золочівка），是烏克蘭西部的村莊，隸屬利維夫州的佐洛奇夫區。該村始建於1563年，面積0.82平方公里，海拔高度268米，2001年人口559。